# Onambula United
Der Onambula United FC (meist nur Onambula United) ist ein Fußballverein im Norden Namibias.
Die Männermannschaft des Vereins spielt in der Namibia First Division, der zweithöchsten namibischen Spielklasse. Größter Erfolg war der Gewinn des Hansa Pilsener Cup 2007.
Die Frauenauswahl von Onambula United war unter anderem in der Saison 2009/10 Regionalmeister in der Region Omusati.